# Arquivos Nacionais e Administração de Documentos
Os Arquivos Nacionais e Administração de Documentos (National Archives and Records Administration, também conhecida por seu acrónimo NARA em inglês) é uma agência independente adscrita ao Governo Federal dos Estados Unidos, que protege e documenta os registros governamentais e históricos. A finalidade e missão principal da instituição são de ampliar o interesse geral e o acesso a documentos e dados históricos catalogados. A NARA é responsável por publicar os Atos do Congresso de Estados Unidos, proclamações presidenciais, ordens executivas e regulações federais. A agência trabalha de forma estreita com estudiosos e com o fim de facilitar suas investigações.

## História
Originalmente, a cada ramo e agência do governo de Estados Unidos era responsável por manter seus próprios documentos, que com frequência dava lugar à perda e destruição de registros. Em 1934, o Congresso criou mediante lei a Administração Nacional de Documentos com o fim de centralizar o cuidado dos arquivos federais. Seu chefe administrador recebe o título de «archivista de Estados Unidos». Em 1949, a Administração Nacional de Arquivos incorporou-se à Administração Geral de Serviços, mas em 1985 converteu-se numa agência independente, conhecida como NARA (National Archives and Records Administration: Arquivos Nacionais e Administração de Documentos).
A maioria dos documentos ao cuidado da NARA são de domínio público, como os trabalhos do Governo federal estão excluídos da proteção de direitos de autor. No entanto, alguns documentos que têm entrado ao cuidado da NARA desde outras fontes poderiam ainda estar protegidos por direitos de autor ou acordos de doador. A administração NARA também aloja documentos classificados e os monitores de seu Escritório de Vigilância de Segurança de Informação estabelecem a política que corresponde à classificação de segurança do sistema de Governo estadounidense.
Os holding da NARA estão classificados em "grupos documentários" refletindo o departamento governamental ou agência do que são originários. Os arquivos incluem documentos em papel, microfilmes, fotogramas, videos e meios eletrônicos.
Muitos dos documentos mais solicitados da administração NARA são utilizados frequentemente para investigações genealógicas. Isto inclui os censos desde 1790 até 1930 bem como prontas de passageiros de barcos e documentos de nacionalização.

## Instalações e exposição

### Edifício da Administração Nacional de Arquivos

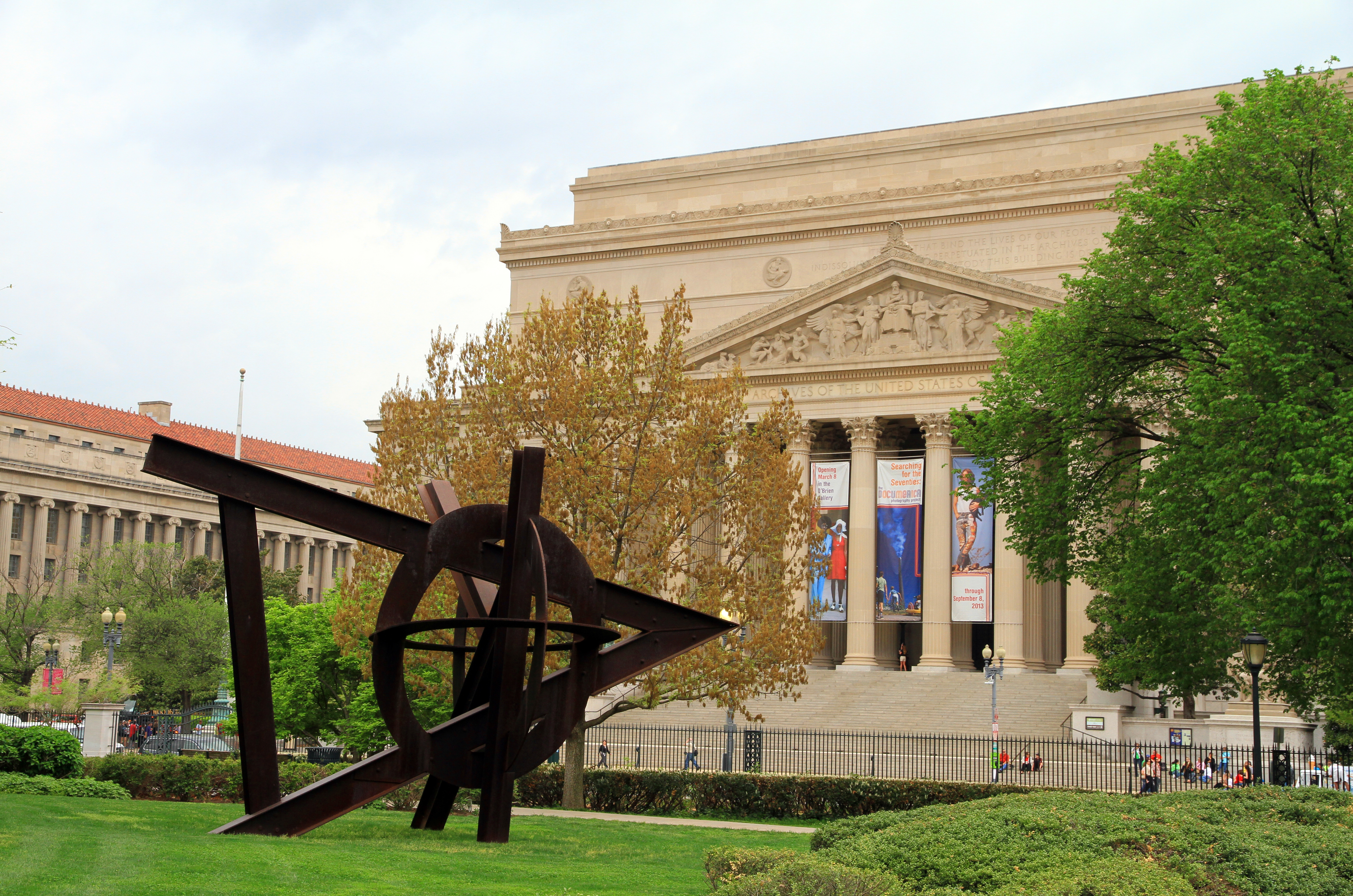
O Edifício dos Arquivos Nacionais visto a partir do Jardim de Esculturas da Galeria Nacional de Arte.

O Edifício dos Arquivos Nacionais, conhecido de maneira informal como Archives I, localizado ao Norte do National Mall em Constitution Avenue (na cidade de Washington), abriu como sua sede central original em 1935. Alberga as cópias originais dos três documentos da formação de Estados Unidos e de seu Governo:
- A Declaração de Independência de Estados Unidos, 4 de julho de 1776.
- A Constituição de Estados Unidos, 17 de setembro de 1787.
- A Carta de Direitos de Estados Unidos, 15 de dezembro de 1791.

Bem como uma Carta magna confirmada por Eduardo I de Inglaterra em 1297 que se apresentou como cortesía da Fundação Perot. Estes documentos estão expostos ao público na sala principal dos Arquivos Nacionais. As fotografias com flash dos documentos estão proibidas, porque os flashes podem deteriorar com o tempo. Não há nenhuma linha para ver os documentos individualmente (ainda que há uma linha para cruzar a própria rotunda, é uma exibição parcial lateral através da linha onde se conserva a Carta Magna) nos Arquivos Nacionais e aos visitantes se lhes permite caminhar de documento em documento segundo queiram.
O Edifício dos Arquivos Nacionais também mostra outros importantes documentos históricos de Estados Unidos como a Compra de Luisiana e a Proclamação de Emancipação, bem como coleções de fotografias e outros artefactos estadounidenses histórica e culturalmente significativos.

### Arquivos Nacionais em College Park

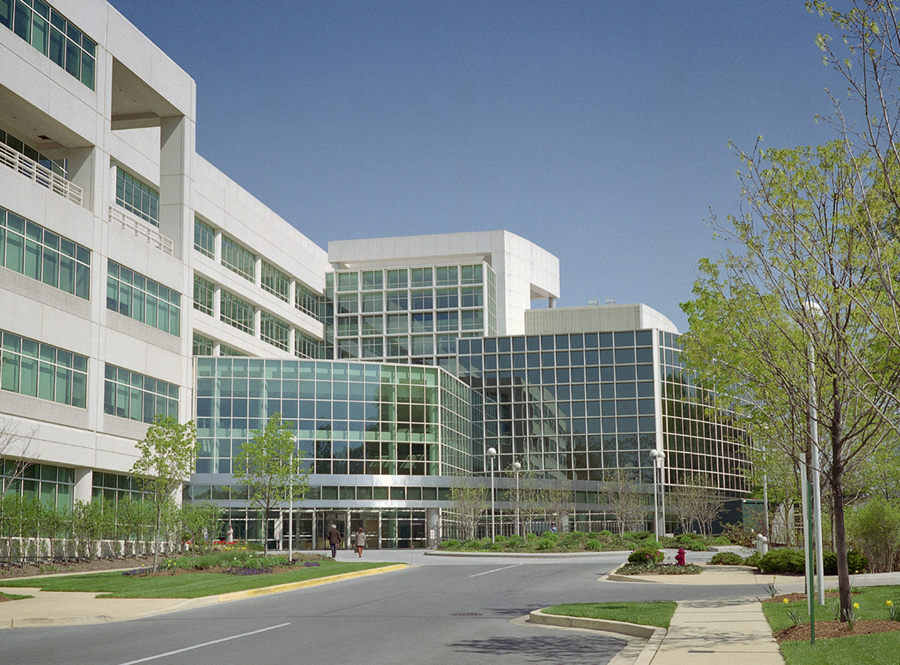
Instalações da NARA em College Park, pertencente à Universidade de Maryland.

Devido às limitações de espaço, em 1994 a NARA abriu uma segunda instalação, conhecida de maneira informal como Archives II, no campus do College Park da Universidade de Maryland. As duas instituições ocupam-se de múltiplas iniciativas.

### Instalações Regionais
Também há doze instalações de Arquivos Regionais em todo Estados Unidos e duas grandes instalações em San Luis (Misuri) constitui o National Personnel Records Center. No entanto, o Edifício dos Arquivos Nacionais no centro de Washington continua tendo uma colecção de gravações tão grande como todos os Censos Federais de gravações existentes, listas de passageiros de barcos, gravações de unidades militares desde a Guerra da Independência de Estados Unidos até a Guerra filipino-estadounidense, gravações do Governo Confederado e as gravações do Bureau de Freedmeny das pensões/terras.

### Bibliotecas presidenciais
A administração NARA também mantém as Bibliotecas Presidenciais de Estados Unidos, uma rede nacional de bibliotecas que conservam e abrem aos
público documentos dos Presidentes de Estados Unidos desde Herbert C. Hoover. As Bibliotecas Presidenciais incluem:
| Instituição                                                       | Instituição                                           | Dedicação | Presidente           | Localização     | Estado        |
| ----------------------------------------------------------------- | ----------------------------------------------------- | --------- | -------------------- | --------------- | ------------- |
| Logotipo da Biblioteca e Museu Presidencial                       | Biblioteca e Museu Presidencial Franklin D. Roosevelt | 1941      | Franklin Roosevelt   | Hyde Park       | Nova Iorque   |
| Logotipo da Biblioteca e Museu Presidencial                       | Biblioteca e Museu Presidencial Harry S. Truman       | 1957      | Harry S. Truman      | Independence    | Missouri      |
| Logotipo da Biblioteca e Museu Presidencial Herbert Hoover        | Biblioteca e Museu Presidencial Herbert Hoover        | 1962      | Herbert Hoover       | West Branch     | Iowa          |
| Logotipo da Biblioteca e Museu Presidencial Dwight D. Eisenhower  | Biblioteca e Museu Presidencial Dwight D. Eisenhower  | 1962      | Dwight D. Eisenhower | Abilene         | Texas         |
| Logotipo da Biblioteca e Museu Presidencial Lyndon Baines Johnson | Biblioteca e Museu Presidencial Lyndon Baines Johnson | 1971      | Lyndon B. Johnson    | Austin          | Texas         |
| Logotipo da Biblioteca e Museu Presidencial John F. Kennedy       | Biblioteca e Museu Presidencial John F. Kennedy       | 1979      | John F. Kennedy      | Boston          | Massachusetts |
| Logotipo da Biblioteca e Museu Presidencial Gerald R. Ford        | Biblioteca Presidencial Gerald R. Ford                | 1981      | Gerald Ford          | Ann Arbor       | Michigan      |
| Logotipo da Biblioteca e Museu Presidencial Gerald R. Ford        | Museu Presidencial Gerald R. Ford                     | 1981      | Gerald Ford          | Grand Rapids    | Michigan      |
| Logotipo da Biblioteca e Museu Presidencial Jimmy Carter          | Biblioteca e Museu Presidencial Jimmy Carter          | 1986      | Jimmy Carter         | Atlanta         | Geórgia       |
| Logotipo da Biblioteca e Museu Presidencial Richard Nixon         | Biblioteca e Museu Presidencial Richard Nixon         | 1990      | Richard Nixon        | Yorba Linda     | Califórnia    |
| Logotipo da Biblioteca e Museu Presidencial Ronald Reagan         | Biblioteca e Museu Presidencial Ronald Reagan         | 1991      | Ronald Reagan        | Simi Valley     | Califórnia    |
| Logotipo da Biblioteca e Museu Presidencial George H. W. Bush     | Biblioteca e Museu Presidencial George H. W. Bush     | 1997      | George H. W. Bush    | College Station | Texas         |
| Logotipo da Biblioteca e Museu Presidencial Bill Clinton          | Centro e Parque Presidencial William J. Clinton       | 2004      | Bill Clinton         | Little Rock     | Arkansas      |
| Logotipo da Biblioteca e Museu Presidencial George W. Bush        | Centro Presidencial George W. Bush                    | 2013      | George W. Bush       | Dallas          | Texas         |

Os Arquivos Nacionais mantêm um Projecto de Materiais Presidenciais de Nixon como nas instalação de Arquivos II em College Park, Maryland. O "Projeto Nixon" está a transferir atualmente (2007) todo seu material à recentemente aberta Biblioteca e Museu Presidencial de Richard Nixon em Yorba Linda (Califórnia).

### Controvérsia de 2006 sobre a reclassificação
Em março de 2006, foi revelado (por parte dos Arquivistas de Estados Unidos) numa audiência pública um memorando de conciliação entre a administração NARA e várias agências governamentais que existiam para "reclassificar", por exemplo, renunciaram de publicar certos documentos em nome da segurança nacional e o fizeram de maneira que os pesquisadores não pudessem descobrir o processo.
A 24 de fevereiro de 2006, a administração NARA lançou uma nota de imprensa anunciando uma empresa conjunta com a empresa estadounidense Google para digitalizar e oferecer on-line os vídeos de NARA de maneira gratuita.

### Outras alianças
O 10 de janeiro de 2007, a administração NARA e a empresa Footnote lançaram um projeto para digitalizar documentos históricos e proporcioná-los on-line.
O arquivista de Estados Unidos é o oficial chefe de supervisão de operações da NARA (Arquivos Nacionais e Administração de Documentos de Estados Unidos). O primeiro arquivista, R.D.W.Connor, começou a servir em 1934, quando o Congresso de Estados Unidos criou os Arquivos Nacionais. Os arquivistas serviram como oficiais subordinados em outras agências governamentais até que Arquivos Nacionais e Administração de Documentos de Estados Unidos chegou a ser uma agência independente de 1 de abril de 1985.